# Lista de concertos de Kim Jong-hyun

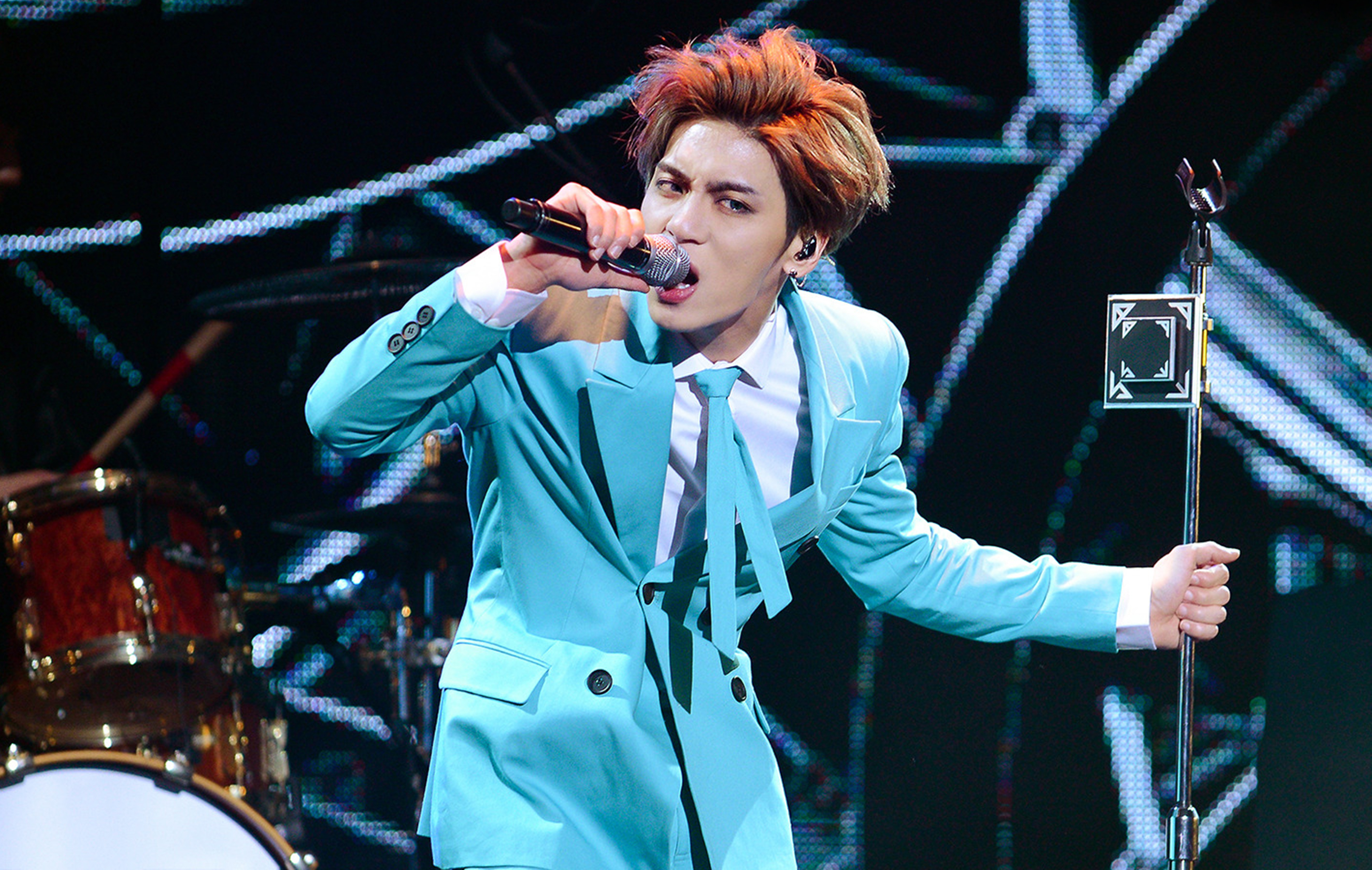
Jonghyun durante o showcase do seu álbum de estreia solo, Base, em janeiro de 2015

Esta é uma lista de concertos realizados pelo cantor-compositor e produtor sul-coreano Kim Jong-hyun (mas frequentemente creditado apenas como Jonghyun). Em outubro de 2015, deu início ao seu primeiro concerto intitulado The Story By Jonghyun, chegando ao fim em dezembro do mesmo ano.

## Turnês

### THE STORY by JONGHYUN
The Story By Jonghyun (estilizado como THE STORY by JONGHYUN, foi confirmado em agosto de 2015, para ser centrado não só em torno de canções compostas por Jonghyun para seu programa de rádio, MBC "Blue Night", mas também a partir de seu primeiro álbum solo Base. Oito shows foram originalmente programados para acontecer entre os dias 2 e 11 de outubro, os ingressos foram à venda em 1 de setembro, e esgotaram em menos de dois minutos. Devido à alta demanda mais quatro shows foram adicionados, ocorrendo de 16 a 18 de outubro, totalizando 12 shows. Em dezembro do mesmo ano, foram adicionados mais 5 shows.

#### Set list
- Concert Start -
- 데자-부 (Deja-Boo) (Feat. Zion.T)10 de outubro de 2015
- 할렐루야 (Hallelujah)

- Ment + Set Change -
- 줄리엣 (Juliette)_Acoustic Ver.

- PLAYBOY Reprise pela banda + Performance dos dançarinos (Mudança de traje) -
- PLAYBOY
- No More

- Ment -
- Red Candle

- Ment + Entrada de convidado -

※ Pedido de música por convidado + Peformance do convidado ※

- VCR #1 -
- U & I

※ DJ Time ※

1. Stories #1
2. Stories #2
3. Pedido de música por público

- Happy Birthday / 내일쯤 (Maybe tomorrow) / 02:34 / 우울시계 (A Gloomy Clock) / Love Belt (中 1~3곡)
- 엘리베이터 (Elevator)18 de outubro de 2015

- Ment -
- 미안해 (I'm Sorry)

- VCR Music Video (하루의 끝 (End of a day) MV Epilogue) -
- 하루의 끝 (End Of A Day)
- 산하엽 (Diphylleia Grayi)

- VCR #3 -

- 그래도 되지 않아? (Fine)

- Ment -
- Like You16 ~ 18 de outubro de 2015 / 02:34
- Crazy (Guilty Pleasure)

- Encore VCR (VCR Behind) -
- 포츈쿠키 (Fortune Cookie)

- Ment -
- 시간이 늦었어 (Beautiful Tonight)

- Início do concerto -
- 데자-부 (Deja-Boo)
- 할렐루야 (Hallelujah)

- Ment -
- 일인극 (MONO-Drama)
- NEON

- PLAYBOY Reprise pela banda + Performance dos dançarinos (Mudança de traje) -
- PLAYBOY
- No More
- Red Candle

- Red Candle Reprise pela banda -

- VCR #1 -
- U & I

※ DJ Time ※

1. Stories #1
2. 내일쯤 (Maybe tomorrow) / 우울시계 (A Gloomy Clock) / 02:34 / Happy Birthday / Love Belt (中 1곡)
3. Stories #2
4. 내일쯤 (Maybe tomorrow) / 우울시계 (A Gloomy Clock) / 02:34 / Happy Birthday / Love Belt (中 1~3곡)

- Ment -
- 엘리베이터 (Elevator)
- 미안해 (I'm Sorry)

- VCR Music Video (하루의 끝 MV Epilogue) -
- 하루의 끝 (End Of A Day)
- 산하엽 (Diphylleia Grayi)

- VCR #3 -
- 그래도 되지 않아? (Fine)

- Ment -
- Like You

- Ment -
- Crazy (Guilty Pleasure)

- Encore VCR (Epilogue Spot + Comment) -
- 포츈쿠키 (Fortune Cookie)

- Ment -
- 시간이 늦었어 (Beautiful Tonight)

- Band Introdution -

- Double Encore -
- 따뜻한 겨울 (Our Season)

#### Datas
| Data                                           | Cidade | País          | Local          | Público |
| ---------------------------------------------- | ------ | ------------- | -------------- | ------- |
| 2 de outubro de 2015                           | Seul   | Coreia do Sul | SMTOWN THEATRE | 13,600  |
| 3 de outubro de 2015 (1º horário)              | Seul   | Coreia do Sul | SMTOWN THEATRE | 13,600  |
| 3 de outubro de 2015 (2º horário)              | Seul   | Coreia do Sul | SMTOWN THEATRE | 13,600  |
| 4 de outubro de 2015                           | Seul   | Coreia do Sul | SMTOWN THEATRE | 13,600  |
| 8 de outubro de 2015                           | Seul   | Coreia do Sul | SMTOWN THEATRE | 13,600  |
| 9 de outubro de 2015                           | Seul   | Coreia do Sul | SMTOWN THEATRE | 13,600  |
| 10 de outubro de 2015                          | Seul   | Coreia do Sul | SMTOWN THEATRE | 13,600  |
| 11 de outubro de 2015                          | Seul   | Coreia do Sul | SMTOWN THEATRE | 13,600  |
| 16 de outubro de2015                           | Seul   | Coreia do Sul | SMTOWN THEATRE | 13,600  |
| 17 de outubro de 2015 (1º horário)             | Seul   | Coreia do Sul | SMTOWN THEATRE | 13,600  |
| 17 de outubro de 2015 (2º horário)             | Seul   | Coreia do Sul | SMTOWN THEATRE | 13,600  |
| 18 de outubro de 2015                          | Seul   | Coreia do Sul | SMTOWN THEATRE | 13,600  |
| 11 de dezembro de 2015 (EPILOGUE)              | Seul   | Coreia do Sul | SMTOWN THEATRE | 13,600  |
| 12 de dezembro de 2015 (1º horário) (EPILOGUE) | Seul   | Coreia do Sul | SMTOWN THEATRE | 13,600  |
| 12 de dezembro de 2015 (2º horário) (EPILOGUE) | Seul   | Coreia do Sul | SMTOWN THEATRE | 13,600  |
| 13 de dezembro de 2015 (1º horário) (EPILOGUE) | Seul   | Coreia do Sul | SMTOWN THEATRE | 13,600  |
| 13 de dezembro de 2015 (2º horário) (EPILOGUE) | Seul   | Coreia do Sul | SMTOWN THEATRE | 13,600  |

#### Convidados
| Data                               | Convidado         |
| ---------------------------------- | ----------------- |
| 2 de outubro de 2015               | Taemin            |
| 3 de outubro de 2015 (1º horário)  | Choi Jung-in      |
| 3 de outubro de 2015 (2º horário)  | Ha Sang Wook      |
| 4 de outubro de 2015               | Nine9             |
| 8 de outubro de 2015               | CoffeeBoy         |
| 9 de outubro de 2015               | Rooftop Moonlight |
| 10 de outubro de 2015              | Zion.T            |
| 11 de outubro de 2015              | E Z Hyoung        |
| 16 de outubro de 2015              | Soran             |
| 17 de outubro de 2015 (1º horário) | Onew              |
| 17 de outubro de 2015 (2º horário) | Lim Kim           |
| 18 de outubro de 2015              | IU                |

### JONGHYUN - X - INSPIRATION
JONGHYUN - X - INSPIRATION é o segundo concerto de Jonghyun, sendo o primeiro a ter apresentações em mais de um local.  O concerto contou com cinco apresentações realizadas em Seul e Busan.

#### Set list
- Opening VCR -
- INSPIRATION
- Moon
- Dress Up
- RED

- VCR Music Video #1 (AURORA) -
- PLAYBOY
- 우주가 있어 (Orbit)
- NEON
- 그래도 되지 않아? (Fine)

- Ment -
- 한숨 (Breathe)
- Love Is So Nice
- Love Belt
- 우울시계 (A Gloomy Clock)

- Ment -
- 하루의 끝 (End Of A Day)

- VCR Music Video #2 (Suit Up) -
- 할렐루야 (Hallelujah)
- Cocktail
- 일인극 (MONO-Drama)

- Ment -
- 시간이 늦었어 (Beautiful Tonight)

- VCR Music Video #3 (Young & Rich) -
- White T-Shirt
- 좋아 (She Is)
- Like You
- 데자-부 (Deja-Boo)

- Encore -
- Crazy (Guilty Pleasure)

- Ment -
- 02:34
- U & I

- Ment -
- 따뜻한 겨울 (Our Season)

#### Datas
| Data                               | Cidade | País          | Local                              | Público |
| ---------------------------------- | ------ | ------------- | ---------------------------------- | ------- |
| 3 de dezembro de 2016              | Seul   | Coreia do Sul | Korea University Hwajung Gymnasium | 12,000  |
| 4 de dezembro de 2016 (1º horário) | Seul   | Coreia do Sul | Korea University Hwajung Gymnasium | 12,000  |
| 4 de dezembro de 2016 (2º horário) | Seul   | Coreia do Sul | Korea University Hwajung Gymnasium | 12,000  |
| 17 de dezembro de 2016             | Busan  | Coreia do Sul | Busan KBS Hall                     | 5,000   |
| 18 de dezembro de 2016             |        | Coreia do Sul | Busan KBS Hall                     | 5,000   |

#### Photo Books
| Título                         | Detalhes                            |
| ------------------------------ | ----------------------------------- |
| 《JONGHYUN - X - INSPIRATION》 | - Lançamento : 30 de agosto de 2017 |

### The Letter - Jonghyun
The Letter - Jonghyun, faz parte da série de concertos solo da SM Entertainment The Agit, realizado no SMTOWN Coex Artium em Seul. Originalmente, apenas 12 shows foram planejados, mas Jonghyun decidiu realizar oito shows adicionais depois que os fãs pediram mais performances. O concerto atraiu 16 mil pessoas.

#### Set list
- Opening VCR -
- 좋아 (She Is)
- White T-Shirt
- Crazy (Guilty Pleasure)
- Like You

- VCR Music Video #1 (Rewind) -
- AURORA
- 그래도 되지 않아? (Fine)

- Ment -
- 눈싸움 (Blinking Game)
- Love Is So Nice

- VCR Music Video #2 (가을이긴 한가봐) -

※ 유리병편지 전달자 종현입니다 ※
- 1000
- 멍하니 있어 (Just Chill)

- Ment -
- 바퀴 (Where Are You)

※ 유리병편지 사연 소개 ※
- 우울시계 (A Gloomy Clock)
- 벽난로 (Fireplace)

- VCR #4 -
- 놓아줘 (Let Me Out)
- 엘리베이터 (Elevator)
- 하루의 끝 (End Of A Day)

- Ment -
- Love Belt
- Lonely

- Encore VCR -
- 데자-부 (Deja-Boo)
- 포츈쿠키 (Fortune Cookie)

- Ment -
- 시간이 늦었어 (Beautiful Tonight)

#### Datas
| Data                             | Cidade | País          | Local          | Público |
| -------------------------------- | ------ | ------------- | -------------- | ------- |
| 26 de maio de 2017               | Seul   | Coreia do Sul | SMTOWN THEATRE | 16,000  |
| 27 de maio de 2017               | Seul   | Coreia do Sul | SMTOWN THEATRE |         |
| 28 de maio de 2017 (1º horário)  | Seul   | Coreia do Sul | SMTOWN THEATRE |         |
| 28 de maio de 2017 (2º horário)  | Seul   | Coreia do Sul | SMTOWN THEATRE |         |
| 1 de junho de 2017               | Seul   | Coreia do Sul | SMTOWN THEATRE |         |
| 2 de junho de 2017               | Seul   | Coreia do Sul | SMTOWN THEATRE |         |
| 3 de junho de 2017               | Seul   | Coreia do Sul | SMTOWN THEATRE |         |
| 4 de junho de 2017               | Seul   | Coreia do Sul | SMTOWN THEATRE |         |
| 6 de junho de 2017               | Seul   | Coreia do Sul | SMTOWN THEATRE |         |
| 8 de junho de 2017               | Seul   | Coreia do Sul | SMTOWN THEATRE |         |
| 9 de junho de 2017               | Seul   | Coreia do Sul | SMTOWN THEATRE |         |
| 10 de junho de 2017              | Seul   | Coreia do Sul | SMTOWN THEATRE |         |
| 14 de junho de 2017              | Seul   | Coreia do Sul | SMTOWN THEATRE |         |
| 15 de junho de 2017              | Seul   | Coreia do Sul | SMTOWN THEATRE |         |
| 16 de junho de 2017              | Seul   | Coreia do Sul | SMTOWN THEATRE |         |
| 17 de junho de 2017 (1º horário) | Seul   | Coreia do Sul | SMTOWN THEATRE |         |
| 17 de junho de 2017 (2º horário) | Seul   | Coreia do Sul | SMTOWN THEATRE |         |
| 18 de junho de 2017              | Seul   | Coreia do Sul | SMTOWN THEATRE |         |
| 2 de julho de 2017 (1º horário)  | Seul   | Coreia do Sul | SMTOWN THEATRE |         |
| 2 de julho de 2017 (2º horário)  | Seul   | Coreia do Sul | SMTOWN THEATRE |         |

### INSPIRED
JONGHYUN SOLO CONCERT "INSPIRED" (ou apenas INSPIRED) é a segunda turnê de concertos de Jonghyun — quarta no total — fora do projeto The Agit. Os concertos foram realizados nos dias 9 e 10 de dezembro de 2017, na mesma época em que também estava trabalhando no seu retorno solo para janeiro de 2018 e já havia terminado de filmar o vídeo musical para a faixa-título de seu álbum, Poet | Artist. Foi a última turnê antes de sua morte em 18 de dezembro de 2017, se encerrando com apenas duas apresentações.

#### Set list
- Opening VCR -
- Crazy (Guilty Pleasure)
- INSPIRATION
- Dress Up
- 환상통 (Only One New Need)

- Ment -
- NEON

- VCR #2-
- 데자-부 (Deja-Boo)
- 사람 구경 중 (Sightseeing)
- 우주가 있어 (Orbit)
- 어떤 기분이 들까 (I'm So Curious)

- Ment -
- Happy Birthday
- 아무말 (Christmas Song)
- 시간이 늦었어 (Beautiful Tonight)
- Lonely

- VCR #3 -
- 놓아줘 (Let Me Out)
- Cocktail
- Moon

- VCR #4 -
- 좋아 (She Is)
- Young & Rich
- Like You
- White T-Shirt

- Encore -
- Take The Dive

- Ment -
- Love Is So Nice
- Love Belt
- 따뜻한 겨울 (Our Seasons)
- 하루의 끝 (End Of A Day)

#### Datas
| Data                   | Cidade | País          | Local                     | Público |
| ---------------------- | ------ | ------------- | ------------------------- | ------- |
| 9 de dezembro de 2017  | Seul   | Coreia do Sul | Olympic Fencing Gymnasium | 10,000  |
| 10 de dezembro de 2017 | Seul   | Coreia do Sul | Olympic Fencing Gymnasium | 10,000  |